# Biourge
Biourge is een plaats in de Belgische gemeente Bertrix. Voor de fusie van Belgische gemeenten in 1977 behoorde deze plaats tot de gemeente Orgeo. Biourge ligt in de provincie Luxemburg.

## Geboren
- Etienne de Gerlache (1785-1871), eerste premier van België

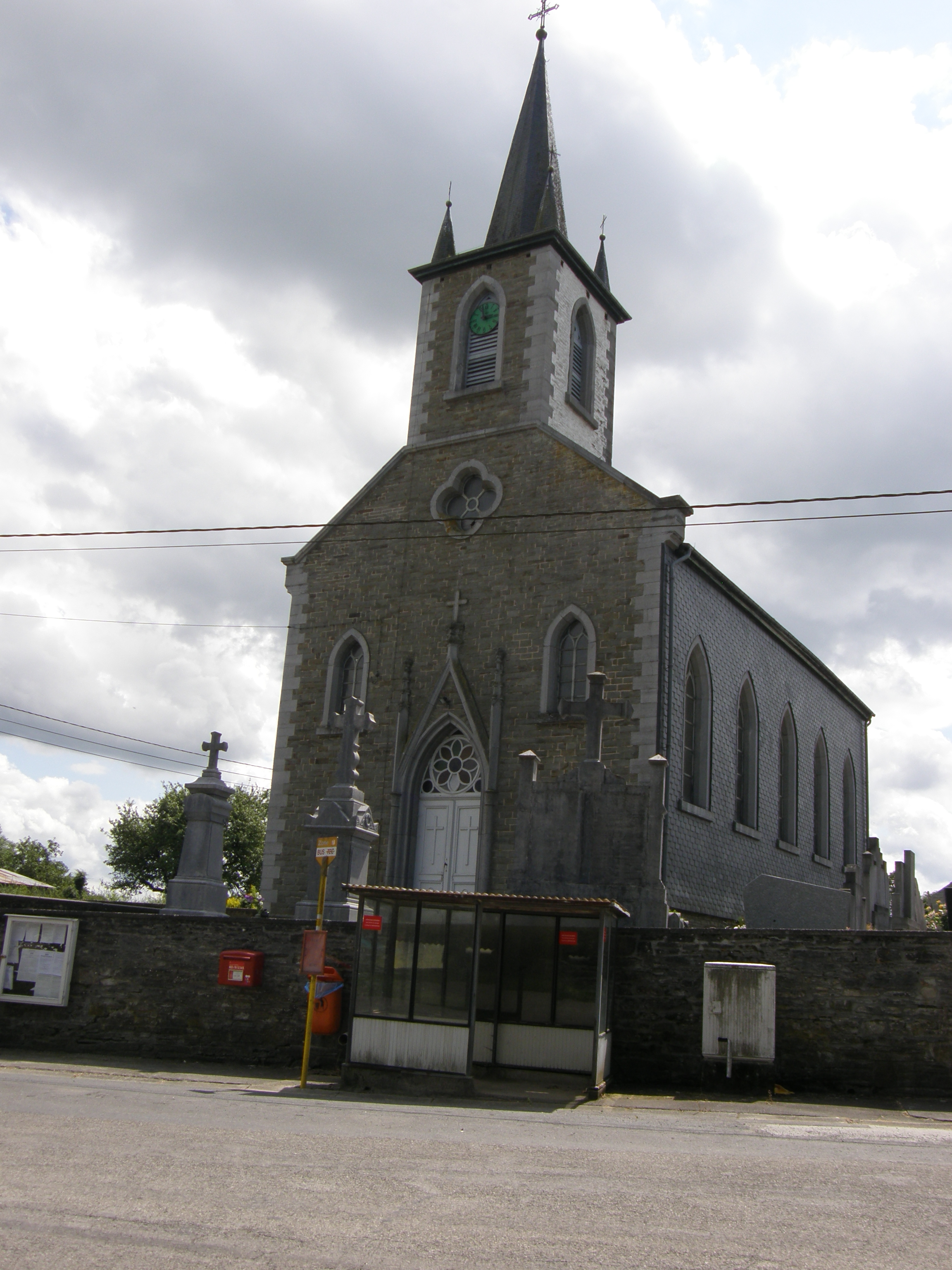
De kerk van Biourge

Deelgemeenten: Auby-sur-Semois · Bertrix · Cugnon · Jehonville · Orgeo

Overige dorpen: Acremont · Assenois · Biourge · Blanchoreille · Glaumont · La Flèche · La Géripont · Luchy · Mortehan · Nevraumont · Rossart · Sart · Thibauroche

Belgische gemeenten · Arrondissement Neufchâteau · Luxemburg · Wallonië